# بيل ترافرز (لاعب كرة قاعدة)
بيل ترافرز (بالإنجليزية: Bill Travers)‏ هو لاعب كرة قاعدة أمريكي، ولد في 27 أكتوبر 1952 في نوروود في الولايات المتحدة.

## وصلات خارجية
- بيل ترافرز على موقع دوري كرة القاعدة الرئيسي (الإنجليزية)
- بيل ترافرز على موقعبيزبول رفرنس.كوم (الدوري الرئيسي) (الإنجليزية)
- بيل ترافرز على موقعبيزبول رفرنس.كوم (الدوري الثانوي) (الإنجليزية)
- بيل ترافرز على موقع إي إس بي إن.كوم (أم.أل.بي) (الإنجليزية)
- بيل ترافرز على موقع مشجعي الرسوم البيانية (الإنجليزية)